# Toys in the Attic (película)
Toys in the Attic es un melodrama protagonizado por Dean Martin y Geraldine Page. El guion de la película se basa en la obra teatral homónima de Lillian Hellman.
La banda sonora compuesta por George Duning, con toques de jazz y blues (como no podría ser de otra manera, dado que la acción se sitúa en Nueva Orleans) resalta el carácter melancólico de este melodrama.
En los países de habla hispana, la película tuvo títulos como Pasiones en conflicto y Cariño amargo.

## Argumento
Un hombre se enamora de una mujer enferma. Se trata de una enfermedad psicológica pues la joven no ha dejado atrás la niñez y no logra comportarse como una mujer adulta. Los intentos de él por ayudarla se verán frustrados por la oposición de las hermanas de ella, en exceso protectoras.

## Otros créditos
- Fecha de estreno: 17 de julio de 1963 (Nueva Orleans).
- Productora: Claude Productions Mirisch Co.
- Distribuidora: United Artists
- Color: Blanco y negro
- Asistente de dirección: Emmett Emerson
- Montaje: Stuart Gilmore
- Casting: Lynn Stalmaster
- Dirección artística: Cary Odell
- Decorados: Victor A. Gangelin
- Diseño de vestuario: Bill Thomas
- Maquillaje: Loren Cosand y Franz Prehoda

## Premios
- Geraldine Page estuvo nominada al Globo de Oro como mejor actriz dramática. Su compañera Wendy Hiller lo estuvo también como mejor actriz secundaria.
- El vestuario creado por Bill Thomas estuvo nominado a los Óscar, como mejor vestuario en blanco y negro.